# Hoàng đương quả đỏ
Hoàng đương quả đỏ hay hoàng nương quả đỏ (Youngia erythrocarpa) là một loài thực vật có hoa trong họ Cúc. Loài này được (Vaniot) Babc. & Stebbins miêu tả khoa học đầu tiên năm 1937.